# Valmont Martin
Valmont Martin, né le 19 mai 1875 à Carleton et mort le 24 février 1935 à Québec, est un médecin et un homme politique québécois.  Il est maire de Québec du 1er mars 1926 au 7 décembre 1927.

## Biographie
Il est le fils d'Henri-Josué Martin et d'Amélia-Jeanne Verge. Il étudie au Séminaire de Rimouski.  Il étudie la médecine à l'université Laval.

### Carrière médicale
Admis à la pratique en 1899, il exerce la médecine pendant 32 ans dans le quartier Saint-Roch à Québec.  il épouse Eugénie Brunet. En 1929, Martin devient professeur agrégé à l'université Laval. En 1931, il devient médecin-chef de la Société d'hospitalisation.

### Carrière politique
Il est échevin du quartier Jacques-Cartier de Québec du 26 février 1912 jusqu'en 1917, puis échevin du quartier Saint-Roch de 1917 au 1er mars 1924.
Il se présente au poste de maire de Québec lors de l'élection de 1924, mais il est défait par Joseph Samson, qui est maire depuis 1920.  Lors de l'élection suivante, le 15 février 1926, Martin se présente de nouveau contre Samson et cette fois Martin est élu maire, par une faible majorité.  Peu après son entrée en fonction comme maire, Martin tombe malade et doit rester alité pendant plusieurs mois. Par la suite, il devient découragé par les mésententes entre les membres du conseil municipal et par les difficultés financières de la ville dues à l'insuffisance des revenus.  Son mandat de deux ans aurait dû s'étendre jusqu'en mars 1928 mais il démissionne à l'automne 1927 et, le 29 novembre 1927, le conseil municipal le nomme directeur du service municipal d'Hygiène et de l'Hôpital civique. Son mandat prend fin officiellement le 7 décembre 1927, après la nomination de son successeur. Le 6 décembre 1927, le conseil municipal choisit Télesphore Simard pour lui succéder comme maire pour les mois restant au mandat.

## Hommages
L'avenue Valmont-Martin à Québec est nommée en son honneur depuis 1959 (elle était nommée avenue Martin de 1959 à 2006 et a été renommée avenue Valmont-Martin en 2006).